# Verzorgingsplaats De Haar
Verzorgingsplaats De Haar was een Nederlandse verzorgingsplaats, gelegen aan de noordzijde van A1 Oldenzaal-Amsterdam tussen afritten 12 en 11 in de gemeente Baarn.
Aan de andere kant van de snelweg ligt even verderop Verzorgingsplaats De Slaag.
Op 6 juni 2017 is de parkeerplaats definitief gesloten om ruimte te maken voor de verbreding van de A1 tussen Bunschoten en Eemnes. Het alternatief voor deze parkeerplaats is de verzorgingsplaats Neerduist, een paar kilometer terug.
A1: De Haar · Elsenerveld · Friezenberg · Jool-Hul  
A2: Proostwetering · De Rooijen · Zwartehof · Heezerhut · Aalsterhut  
A4: Leiburg · Oostvliet  
A6: De Monnik  
A9: Amstelveen · Hammerstein  
A12: Mollebos · De Heul · De Roode Haan  
A15: Zeekade · Kraaienbos · De Laar · Topsweerd · Groenendijk  
A16: Krabbenbosschen · Mastbos  
A17: Kapelberg  
A20: Aalkeet  
A27: Bosberg  
A28: Holkerveen · Nunspeet-Noord · Nunspeet-Zuid  
A50: Meilanden · Kabeljauw  
A58: Krabbenbosschen · Mastbos · Sloedam  
A59: Tollenaer · 't Vaerland  
A67: De Gender · De Blauwe Klei  
A79: Keelbos · Ravensbos  
A326: Rolenhof